# Trigonospila brevifacies
Trigonospila brevifacies är en tvåvingeart som först beskrevs av Hardy 1934.  Trigonospila brevifacies ingår i släktet Trigonospila och familjen parasitflugor. Inga underarter finns listade i Catalogue of Life.

## Bildgalleri

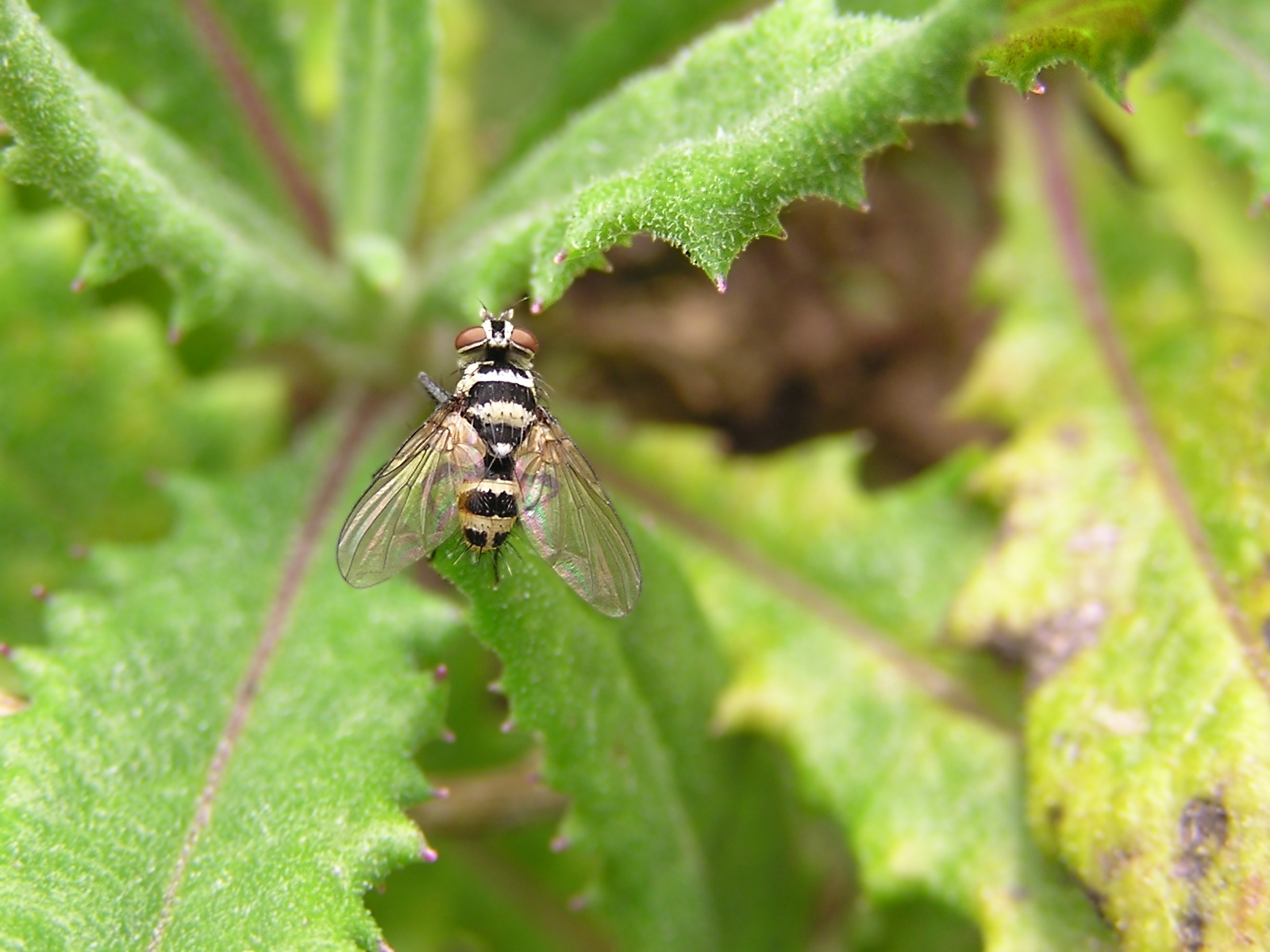
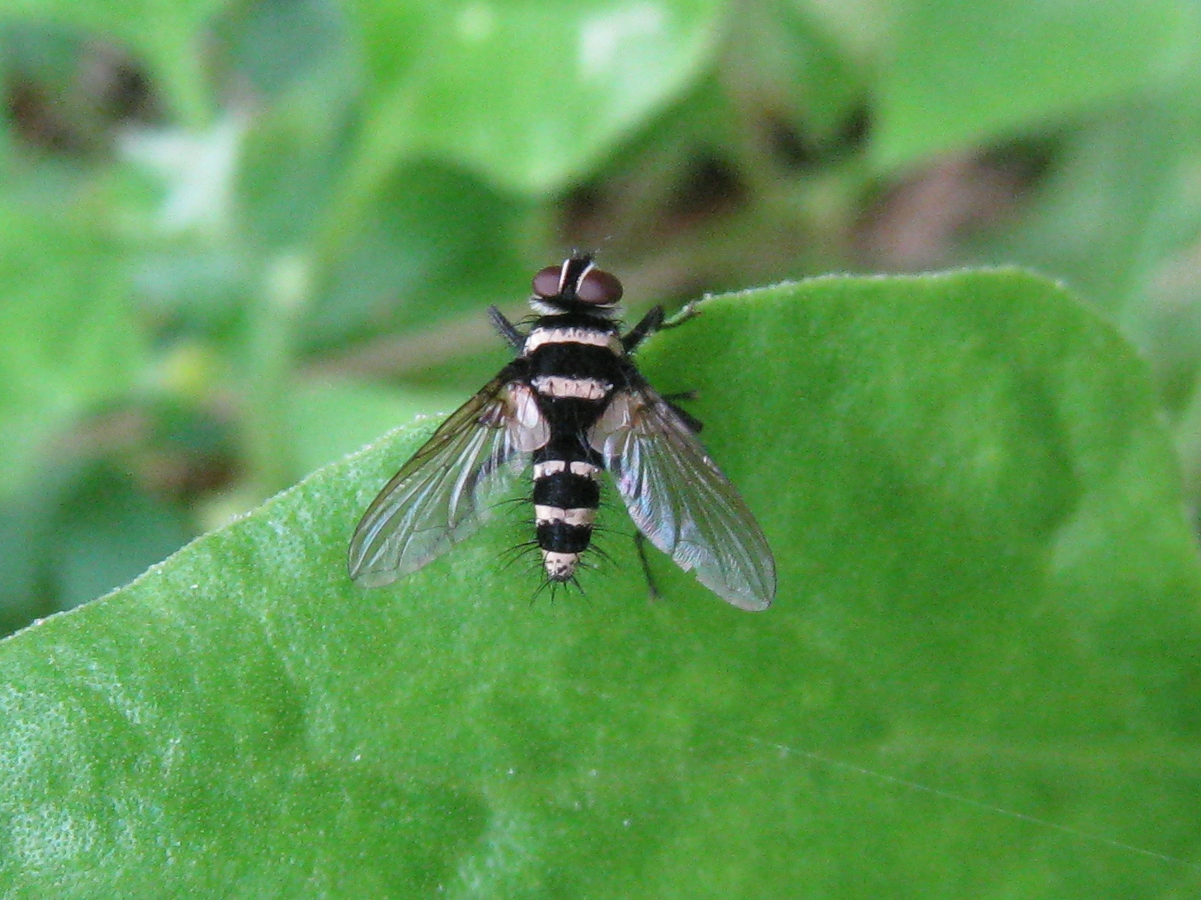